# Barvanje po Gramu
Barvanje po Gramu je empirična metoda za diferenciacijo bakterij v dve veliki skupini: grampozitivne in gramnegativne bakterije. Prve se obarvajo vijolično, druge pa roza. Različno obarvanje je posledica razlik v zgradbi bakterijske celične stene. 
Metoda se imenuje po njenem odkritelju, danskem znanstveniku Hansu Christianu Gramu (1853-1938), ki jo je razvil leta 1884, ko je na ta način ločil bakterijo Streptococcus pneumoniae od bakterije Klebsiella pneumoniae.

## Uporaba
Barvanje po Gramu je ena najosnovnejših in najuporabnejših metod barvanja v bakteriologiji. Običajno ta metoda predstavlja prvi korak pri istovetenju bakterijskih vzorcev.
Za ugotavljanje povzročitelja bakterijske okužbe se barvanje po Gramu opravi na bioptičnem vzorcu ali vzorcu telesnih tekočin. Rezultati so na voljo hitreje kot pri metodi mikrobiološke kulture. Identifikacija povzročitelja je bistvena za izbiro učinkovitega antibiotika za zdravljenje.

## Postopek
Vzorec nanesemo na objektno steklo, ga posušimo in fiksiramo nad ognjem. Na vzorec nanesemo barvilo metilvijolično, po spiranju sledi fiksacija metilvijoličnega z jodovo raztopino. Ob stiku barvila z raztopino joda se tvorijo kristali metilvijoličnega. Odvečno barvilo speremo z zmesjo acetona in etanola, pri čemer se gramnegativne bakterije razbarvajo. Grampozitivne bakterije se ne razbarvajo, saj kristali metilvijoličnega ostanejo ujeti v debeli plasti peptidoglikana. Gramnegativne bakterije nato rdeče obarvamo s fuksinom ali safraninom. Na mikroskopski sliki so gram-pozitivne bakterije obarvane vijolično, gramnegativne pa rdeče.